# Рёриг, Геза
Геза Рёриг (венг. Röhrig Géza; род. 11 мая 1967, Будапешт, Венгрия) — венгерский актёр, писатель и поэт.

## Биография
После рождения Гезы его мать ушла из семьи, а отец мальчика умер, когда тому было 4 года. Геза воспитывался в детском доме, а с 12 лет — в приёмной еврейской семье.
В 80-х годах был певцом одной группы под названием «Huckleberry», концерты которой часто прерывались властями Венгерской Народной Республики. Во время учёбы в университете Геза изучал венгерский и польский языки. После студенческой поездки в Освенцим Рёриг увлёкся хасидизмом, став его приверженцем уже в Бруклине. Окончил Академию театра и кино в Будапеште по специальности кинопроизводство.
С 2000 года Геза жил в Бронксе в Нью-Йорке, учился в Еврейской теологической семинарии. Также работал воспитателем в детском саду. После переезда в Бруклин, преподаёт в еврейской школе (ешиве).
Геза Рёриг опубликовал множество поэтических сборников. Был женат два раза, имеет четверых детей.

## Карьера в кино
В 1989 году Геза Рёриг принял участие в 2 сериалах: «Közjáték» и «Eszmélet», сыграв в обоих незначительные роли. В 1990 году сыграл роль в фильме «Armelle». В 2015 году Геза исполнил главную роль в фильме «Сын Саула» (реж. Ласло Немеш). Роль Саула Ауслендера принесла Рёригу огромный успех. Геза получил за него несколько наград. В октябре 2018 года было объявлено, что Геза сыграет Жоржа Луанжера в картине Джонатана Якубовича «Сопротивление». В 2022 году выйдет фильм Терренса Малика «Путь ветра», в котором Рёриг сыграл Иисуса Христа.

## Творчество

### Проза
- A Rebbe tollatépett papagája — képzelt haszid történetek (Múlt és Jövő, 1999)

### Поэзия
- Hamvasztókönyv (Múlt és Jövő, 1995)
- Fogság (Széphalom, 1997)
- Aschenbuch (Fiebig, 1999)
- Éj (Széphalom, 1999)
- Sziget (Széphalom, 2000)
- Titok (Múlt és Jövő, 2006)
- Törvény (Múlt és Jövő, 2006)
- Honvágy (Múlt és Jövő, 2010)